# Andrea Garbin

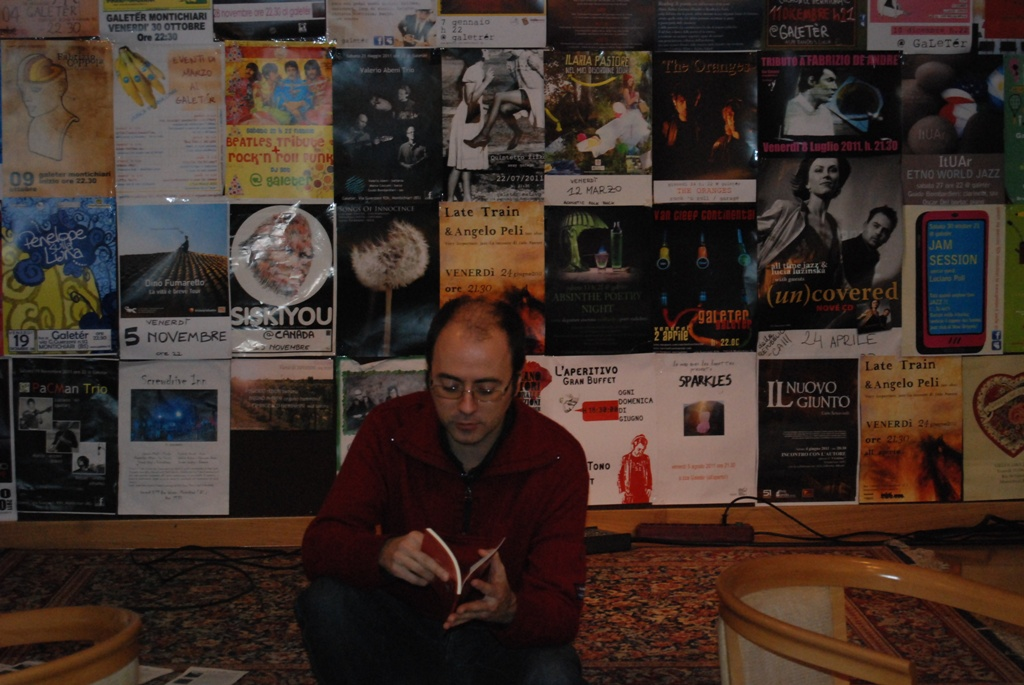
Andrea Garbin durante l'evento "La poesia prigioniera nel mondo", nel 2012, al Caffè Galéter di Montichiari (BS)

Andrea Garbin (Castel Goffredo, 22 marzo 1976) è un poeta, scrittore e drammaturgo italiano, fondatore del Movimento dal sottosuolo.

## Biografia
Andrea Garbin inizia a scrivere racconti e le prime poesie all'inizio degli anni novanta. Tra il 2007 e 2008 partecipa agli incontri di lettura e scrittura di Mantova, tra i cui curatori ci sono Davide Bregola, Sergio Rotino, Giorgio Vasta e Giulio Milani. Alla fine del ciclo di incontri, nel 2008, viene pubblicata l'antologia di racconti Per natale non esco, che contiene il suo racconto Un pacco di Natale.
Con la creazione degli Incontri di poesia dal Sottosuolo e dei Contrasti Letterari, si susseguono serate che hanno visto anche l'intervento di numerosi autori di livello internazionale tra cui Elisa Biagini, Aleksandra Gennadievna Petrova, Jack Hirschman, Paul Polansky, Alberto Mori, Dave Lordan, Ferruccio Brugnaro, Antonieta Villamil, Mark Lipman, Agneta Falk, Sandro Sardella, Gianluca Paciucci, Neeli Cherkovski, Naim Araidi, Milo De Angelis, Nenad Glišić, Ivana Maksić, Sarah Menefee, Beppe Costa. La maggior parte di questi incontri si è svolta presso il Caffè Galetér di Montichiari (BS), dove è nato il Movimento dal sottosuolo.
Nel 2009 partecipa a Sconfinatementi, gemellaggio culturale tra il Caffè Letterario Primo Piano di Brescia e lo Studentski Kulturni centar di Kragujevac in Serbia. Nel 2010 inizia la collaborazione con Thauma Edizioni, di Serse Cardellini. Con Fabio Barcellandi è curatore, per la regione Lombardia, della Collana poetica itinerante, esperienza che si chiude nel 2014. Nel 2011 partecipa al "Irish Poethree Tour" con Luca Artioli e Fabio Barcellandi. Dal 2014, per Gilgamesh Edizioni, è direttore della collana di poesia contemporanea Le zanzare. Nel 2016, con alcuni membro del "Movimento dal sottosuolo", si reca in Albania per una serie di incontri presso le Università e le radio.

## Il Movimento dal sottosuolo
Il gruppo nasce a fine 2009 e si amplia con la stesura del Manifesto Letterario dal sottosuolo, scritto da Garbin e in seguito ampliato dagli scritti di altri autori. Tra i membri che vi fanno e che vi hanno fatto parte figurano Andrea Garbin, Fabio Barcellandi, Valeria Raimondi, Luca Artioli, Viorel Boldis, Igor Costanzo, Fabrizio Arrighi, Valbona Jakova, Stefania Battistella, Beppe Costa, Liliana Arena, Marcella Testa, Marco Cinque, Maximilian Gonzales, Alessandro Assiri, Franca Palmieri, Antioche Tambre Tambre, Enrica Borrini, Antonino Caponnetto, Giovanni Mauro, Daniela Dante, Anila Resuli, Lorenzo Mari, Miodrag Golubovic, Marjo Durmishi. Elemento distintivo del movimento sono gli atti performativi collettivi denominati Manifest'Azione dal Sottosuolo, e gli "Incontri di poesia dal sottosuolo" e i "Contrasti letterari". il "Movimento dal sottosuolo" vanta numerose collaborazioni con altre realtà, delle quali alcuni autori fanno anche parte, come la "Revolutionary poets brigade", il "World Poetry Movement", la "Palabra en el mundo" e "100 Thousand Poets for Change". Dalla sua nascita ha partecipato all'organizzazione dei festival: "Sconfinatementi" di Brescia; "Festival internazionale di poesia Virgilio 2015" di Mantova"; "Sirmio International Poetry festival 2015" di Sirmione; "Monigart Festival 2016 e 2017" di Moniga del Garda.

## Teatro
Nel 2009 inizia il suo percorso nel mondo del teatro, come attore, esibendosi con il Living Theatre in Mysteries and Smaller Pieces presso il Teatro Comunale di Medole (MN). In seguito si unisce ad una compagnia di teatro di ricerca, lavorando su testi di Boccaccio, Jerome K. Jerome, Harold Pinter, Samuel Beckett, Bertolt Brecht, Eugène Ionesco. Conosce e collabora con Fernando Arrabal. Nel 2010 entra in contatto con l'Odin Teatret: partecipa a laboratori di Julia Varley e al baratto culturale (Barter) intitolato "Il canto della festa e del ricordo", diretto dai Kai Bredholt. Nel 2011 inizia ad interessarsi della biomeccanica teatrale di Vsevolod Ėmil'evič Mejerchol'd. Nel 2013 torna a collaborare con Arrabal realizzando l'introduzione critica al testo Il castello dei clandestini e presentato in alcune città italiane.

## Premi
- Premio Acarya Under 35' - sezione haiku" Como, 2009
- Grand Prize International Orient-Occident for Arts,[3] Curtea de Argeș, Romania, 2015
- Premio Una Cartolina da Matera,[4] Matera, 2022

## Elenco delle opere

### Poesia
- Il senso della musa, Aletti Editore 2007 ISBN 9788876801938
- Lattice, Fara Editore 2009 ISBN 9788895139609
- Boder Songs , edizione bilingue - traduzioni di Jack hirschman - C.C.Marimbo Berkley 2011 ISBN 1-930903-65-0
- Viaggio di un guerriero senz'arme , Edizioni L'Arca Felice 2012 ISBN 9788897723011 Premio Biennale di Como "under 35" - sezione hailu del 2009.
- Croce del sud, Gilgamesh Edizioni 2013 ISBN 9788897469223
- Genesi dei sensi, Gilgamesh Edizioni 2015 ISBN 9788868670740
- Canti di confine, Pellicano Associazione Culturale 2016 ISBN 9788899615093
- Haiku dalla quarantena, Edizioni Progetto Cultura 2022 ISBN 9788833563466
- Canti di confine XXIII-XXIX, Transeuropa Edizioni 2023 ISBN 9791259900975

### Altre pubblicazioni di poesia
- Fleurs du mal, AA.VV Nicola Pesce Editore 2007
- Salvezza e impegno, AA.VV. Fara Editore 2010, ISBN 9788895139852
- Calpestare l'oblio, AA.VV. a cura di Davide Nota e Fabio Orecchini, 2010, Argo
- Il valore del tempo nella scrittura , AA.VV. Fara Editore 2011, ISBN 9788897441021
- La luce oltre le crepe, AA.VV. Bernini Ed. 2012, su larecherche.it.
- Labyrinthi, Antologia Poetica vol.3, AA.VV. Limina Mentis 2013, ISBN 9788898496075
- 100mila poeti per il cambiamento - BOLOGNA: PRIMO MOVIMENTO, Qudulibri 2013
- 100 Thousand Poets For Change - Albeggi Edizioni 2013
- Cinque movimenti per non soffrir di cinetosi, AA.VV. Quaderno n.8 del Collage de 'Pataphysique 2013
- Manifest'Azioni dal Sottosuolo, AA. VV. a cura di Andrea Garbin, Seam Edizioni 2014, ISBN 978-8-8817951-8-5
- Sotto il cielo di Lampedusa II. Nessun uomo è un'isola, AA.VV. Rayuela Edizioni 2014 ISBN 9788897325178
- SignorNò. Poesie e scritti contro la guerra, AA.VV. Seam Edizioni 2014, ISBN 9788881795352
- I dialetti nelle valli del mondo, AA.VV. Seam Edizioni 2015, ISBN 9788881795314
- SignorNò. Poesie e scritti contro la guerra IIed, AA.VV. Pellicano 2016, ISBN 9788899615154
- I dialetti nelle valli del mondo IIed, AA.VV. Pellicano 2017, ISBN 9788899615246
- I dialetti nelle valli del mondo IIIed, AA.VV. Pellicano 2017, ISBN 9788899615444
- Libro Soci 2018, Pietre Vive Editore 2018
- F.L.O.P., AA.VV. Gazzetta dei Dipartimenti n.4 del Collage de 'Pataphysique 2018

### Antologie di poesia estere
- Poethree - new italian voices, (edizione bilingue Italia/Irlanda) - AA.VV. Thauma Edizioni 2011, ISBN 9788897204077
- Poetre - una vibrazione ondeggiante delle ali, (edizione bilingue Italia/Albania) - AA.VV. Thauma Edizioni 2013
- Heartfire: Second Revolutionary Poets Brigade Anthology, (Stati Uniti D'America) - Kallatumba Press, 2013, ISBN 9780578127354
- Poems for the Hazara, antologia poetica multilingua a favore del popolo Hazara, 2014, ISBN 978-0-9837708-6-2
- Antologiei Poesys 19 Frumusețe Urâtǎ, (Romania) - Academiei Internaţionale Orient-Occident, 2015
- OÍR ESE RÍO: ANTOLOGÍA PARA LOS RÍOS DEL MUNDO, (Colombia) - Editorial Colegio Jose Max Leon, 2017, ISBN 978-958-9052-02-0
- UMA POESIA HOJE, antologia brasil-Italia, (Brasile) - Editora Patua 2018

### Narrativa per adulti
- Per natale non esco: un pacco di natale, AA.VV. TranseuropaLibri 2008, ISBN 9788875800253
- Il rumore degli occhi: Metri 27, AA.VV. Edizioni Creativa 2009, ISBN 9788889841761 Premio Della Giuria al Concorso Città di Salò del 2010.

### Teatro
- L'inferno di Marlene, Gilgamesh Edizioni 2020, ISBN 9788868674380

### Libri curati
- Anche ora che la luna, Beppe Costa, Multimedia Edizioni 2010, ISBN 9788886203555
- Il castello dei clandestini, Fernando Arrabal, Seam Edizioni 2013, ISBN 9788881795109
- La terra (non è) il cielo!, Beppe Costa, Gilgamesh Edizioni 2014, ISBN 9788868670078
- Nella pancia della bestia, Nenad Glišić (Serbia), Gilgamesh Edizioni 2014, ISBN 9788868670054
- La mia paura di essere schiava, Ivana Maksić (Serbia), Gilgamesh Edizioni 2015, ISBN 9788868670511
- Dell'inutile, Serse Cardellini, Gilgamesh Edizioni 2015, ISBN 9788868670894
- Sogni di tregua, Basir Ahang[5] (Afghanistan), Gilgamesh Edizioni 2015, ISBN 9788868670887
- Offerte di carta, Alejandro Murguìa, Gilgamesh Edizioni 2015, ISBN 9788868670269
- Questo amore, più forte del tuo silenzio, Leyla Patricia Quintana Marxelly (El Salvador), Gilgamesh Edizioni 2015, ISBN 9788868670825
- A rima armata, Alessandra Bava, Gilgamesh Edizioni 2016, ISBN 9788868671518
- Le sillabe del vento, Xanath Caraza (Messico-USA), Gilgamesh Edizioni 2017, ISBN 9788868672485
- La città delle mosche, Benny Nonasky, Gilgamesh Edizioni 2017, ISBN 9788868672478
- Richiamare al bene, Valbona Jakova, Gilgamesh Edizioni 2020, ISBN 9788868674823
- Lettere non spedite, Oksana Stomina, Gilgamesh Edizioni 2023, ISBN 9788868676742

### Traduzioni
- Nascita volatile, Angye Gaona, Associazione Culturale Thauma Edizioni 2012, ISBN 9788897204138